# HD 6403
HD 6403 är en orange jätte i Bildhuggarens stjärnbild.
Stjärnan har visuell magnitud +6,46 och är på gränsen till vad som går att se för blotta ögat vid mycket god seeing.